# Hardtberg (Taunus)
Der Hardtberg bei Königstein im Taunus im südhessischen Hochtaunuskreis ist ein 408,7 m ü. NHN hoher Berg im Taunus. Vor Ort befinden sich der Hardtbergturm und der Forstgarten und in direkter Umgebung die Klinik Königstein der KVB und der Opel-Zoo.

## Geographie

### Lage
Der Hardtberg liegt im Naturpark Taunus zwischen Königstein im Taunus im Nordwesten und dessen Stadtteil Mammolshain im Südosten. Über seine Nord- und Ostflanke führt die beide Ortschaften miteinander verbindende Landesstraße 3327. Diese stößt nordwestlich der Erhebung auf die Bundesstraße 8, die wiederum ein kleines Stück nördlich davon auf die Bundesstraße 455 trifft. Am Westhang des Bergs befindet sich die Klinik Königstein der KVB. Nördlich erreicht man über den Hardtbergweg den Ort Königstein und nordöstlich den Opel-Zoo.

### Naturräumliche Zuordnung
Der Hardtberg gehört in der naturräumlichen Haupteinheitengruppe Taunus (Nr. 30), in der Haupteinheit Vordertaunus (300) zum Naturraum Königsteiner Taunusfuß (300.20).

## Hardtbergturm
Auf der Kuppe des Berges wurde 1884 ein hölzerner Aussichtsturm errichtet. Als er 1899 baufällig geworden war und abgerissen werden musste, errichtete der Taunusklub an gleicher Stelle einen eisernen Turm. Dieser wurde 1999 durch die Stadt Königstein saniert und auf 14,5 m erhöht.
Dieser Turm musste im Dezember 2012 infolge starker Korrosionsschäden gesperrt werden. 2021 wurde er abgerissen und mit dem Neubau eines dritten Turms begonnen.
Im Juni 2022 wurde der mit 32,3 Meter Höhe mehr als doppelt so hohe neue Hardtbergturm eingeweiht. Die Kosten des Neubaus beliefen sich auf schätzungsweise 800.000 Euro, die von der Stadt Königstein und zahlreichen Einzelspendern sowie dem Regionalpark finanziert wurden. Der Stahlturm verfügt über einen ovalförmigen Grundriss, 140 Stufen und fünf Plattformen. Von der Aussichtsplattform, die auf 26,6 Meter Höhe liegt, bietet sich ein Panoramablick über die Stadt Königstein mit Burg, Burg Falkenstein, den Großen Feldberg, Burg Kronberg bis zur Frankfurter Skyline. Bei guter Fernsicht umfasst die Aussicht auch Vogelsberg, Spessart, Odenwald, Pfälzerwald und Donnersberg. Bei optimalen Sichtverhältnissen reicht der Fernblick im Osten bis zur Rhön mit Wasserkuppe (109 km) und Dammersfeldkuppe (101 km) und im Süden bis zu den Höhen des Nordschwarzwaldes mit der Hornisgrinde in 176 km Entfernung.

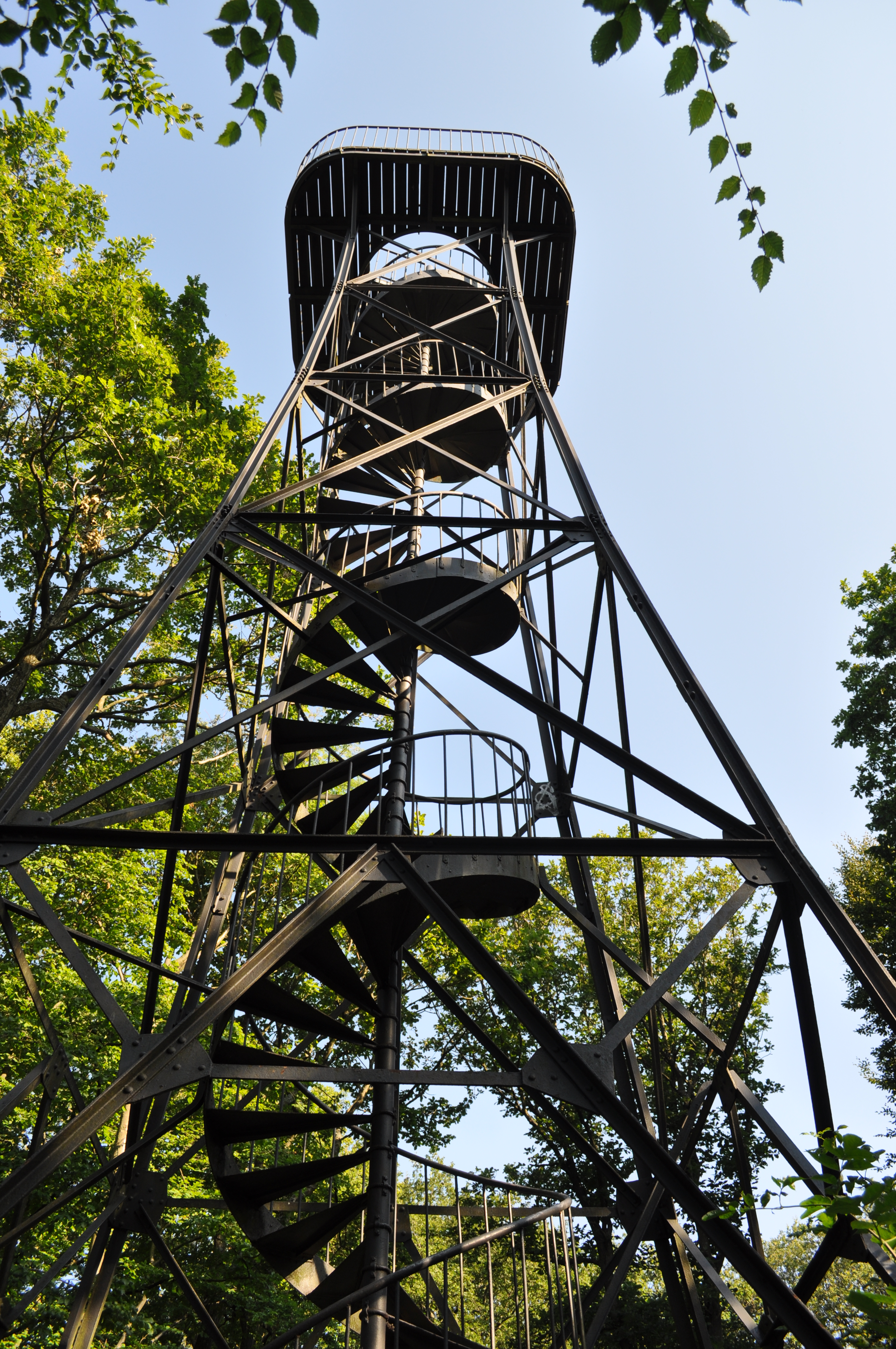
Alter Hardtbergturm
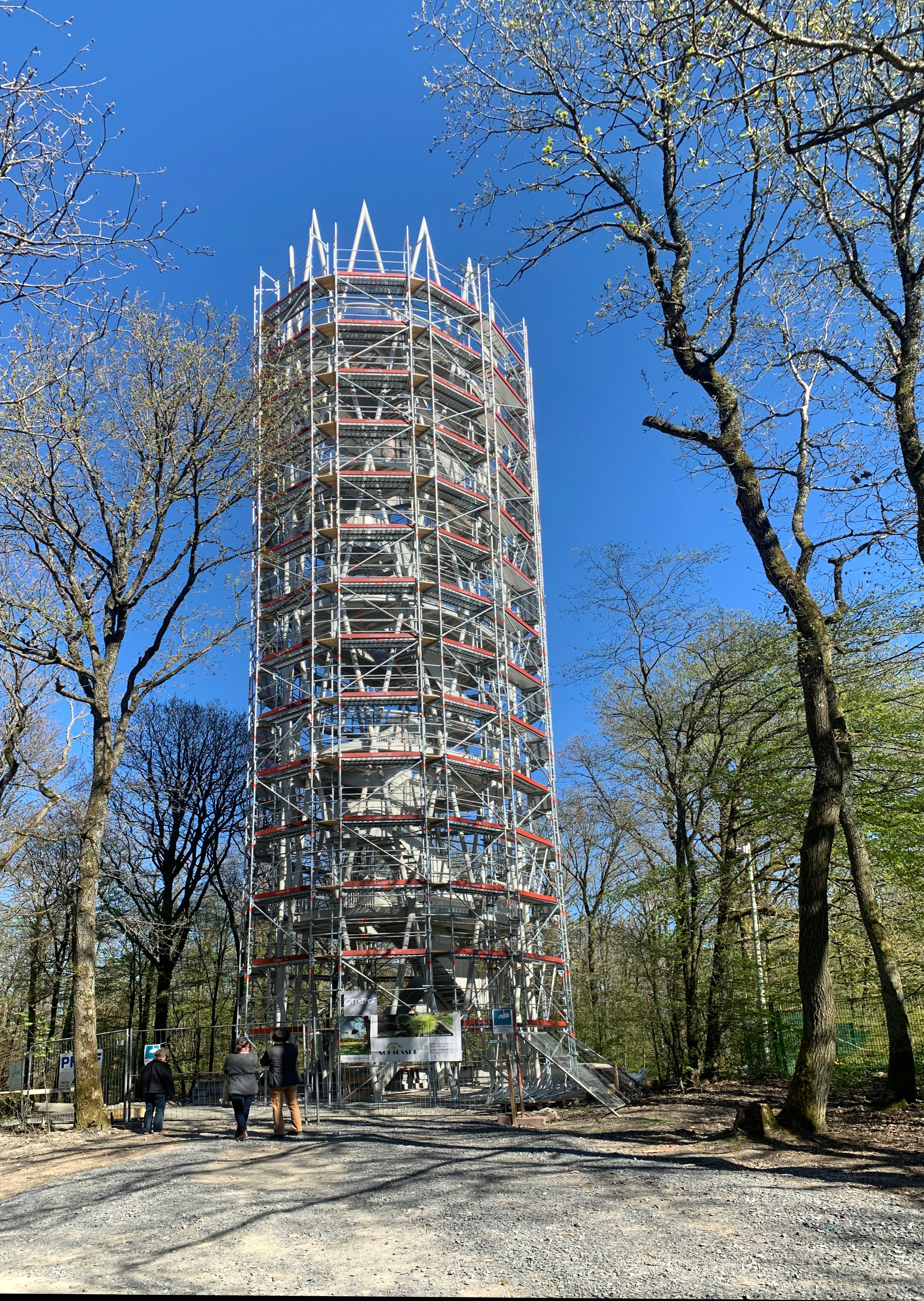
Neuer Hardtbergturm im Bau
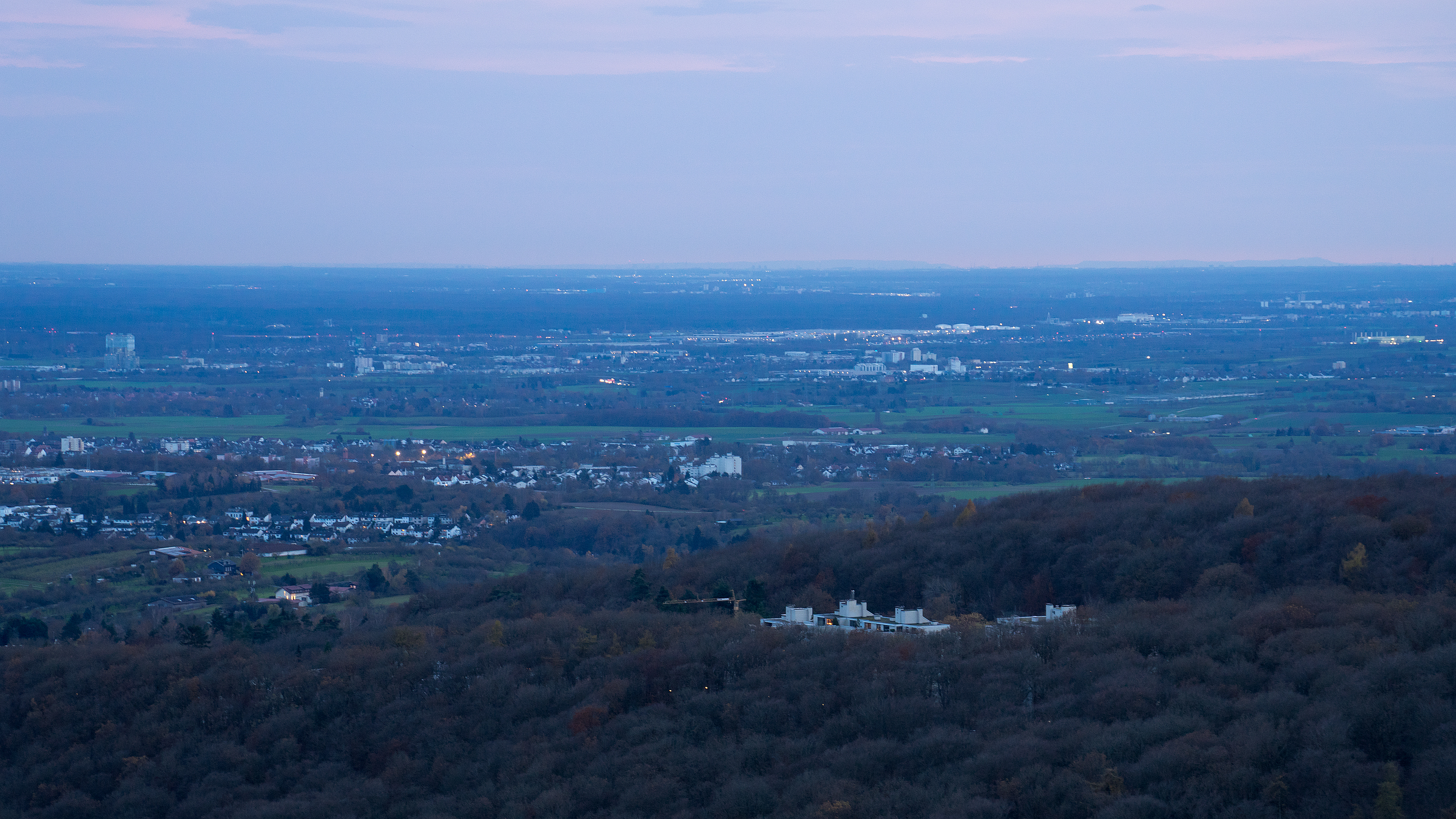
Maximale Fernsicht bis zur Hornisgrinde im Schwarzwald und in 176 km Entfernung (rechts am Horizont)

## Edelkastanien
Der Berg ist mit umfangreichen Hainen von Edelkastanien bestanden. Der Edelkastanien-Erlebnispfad am Südhang des Berges informiert über die Kultur. Der Regionalpark Rhein-Main nahm dieses Motiv mit den „Sitzkastanien“ auf. Es handelt sich um eine Sitzgruppe. Die hölzernen „Bänke“ sind in Form von Kastanien ausgelegt, die 2009 erneuert wurden. Weiter unten schließt sich der Hardtgrund an, der in den Quellenpark Kronthal übergeht.

## Forstgarten
Etwa um 1775 (nach anderen Quellen bereits um 1720) wurde der Forstgarten oder Pflanzgarten am Südhang des Hardtbergs angelegt. Es handelte sich um eine Kurmainzerische Baumschule. Die Anlage war 133 Schritte lang und 133 Schritte breit (nach anderen Quellen 100 mal 200 Meter) und lag auf etwa 300 m Höhe. Ein Verzeichnis aus dem Jahre 1842 führte 85 verschiedene Pflanzen auf, die hier vermehrt wurden. Die Domänenforstkasse des Herzogtums Nassau verzeichnete in diesem Jahr 400 Gulden Einnahmen und 300 Gulden Ausgaben aus dem Forstgarten. Im Forstgarten wurden die ersten Tannen des Taunus gezogen. Auch Obstbäume waren Teil des Angebots. So ist eine Lieferung von acht Birnbäumchen und zwei Ostheimer Kirschbäumen zu je 20 Kreuzer im Jahr 1827 an Hans Christoph Ernst von Gagern dokumentiert. Mit dem Tod des Oberförsters Emil Schwab im Jahr 1889 wurde die Pflege des Gartens eingestellt. Er verwilderte und geriet zunehmend in Vergessenheit. Heute erinnert der Waldlehrpfad am Hardtberg an den Forstgarten und die dort gezogenen Bäume.